# Niżnij Jenangsk
Niżnij Jenangsk (ros. Нижний Енангск) – wieś (sieło) w Rosji, w obwodzie wołogodzkim, w rejonie kiczmiengsko-gorodieckim. W 2010 liczyła 660 mieszkańców.